# Cycloderus planipennis
Cycloderus planipennis es una especie de coleóptero de la familia Pyrochroidae.

## Distribución geográfica
Habita en Chile.